# 穆盧庫庫
穆盧庫庫（Mulukukú）是尼加拉瓜的城鎮，位於該國東部，由北大西洋自治區負責管轄，距離首都馬納瓜245公里，始建於2004年10月20日，面積1,905平方公里，2005年人口29,838。